# Provincia de Mariscal Ramón Castilla
La provincia de Mariscal Ramón Castilla es una de las ocho que conforman el departamento de Loreto en el norte del Perú. Se ubica en el extremo oriental del departamento.
Desde el punto de vista jerárquico de la Iglesia católica, forma parte del vicariato apostólico de San José de Amazonas.

## Historia
La provincia Mariscal Ramón Castilla fue creada un 18 de octubre de 1979, mediante el Decreto Ley n.º 22728, en el gobierno del presidente Francisco Morales Bermúdez.

## Geografía
Limita al norte con la provincia de Putumayo y Colombia, al sureste con Brasil y al oeste con las provincias de Requena y Maynas.

## División administrativa
La provincia tiene una extensión de 37,412.94 km² y se divide en 5 distritos:
- Ramón Castilla
- Pebas
- San Pablo
- Yavarí
- Santa Rosa de Loreto[5]

## Población
Según el Instituto Nacional de Estadística e Informática (INEI), la provincia de Mariscal Ramón Castilla tiene una población de 49.072 habitantes de acuerdo con el último censo oficial de 2017 y una proyección de 61.310 habitantes para el año 2023.

### Población Electoral
Según la Oficina Nacional de Procesos Electorales (ONPE), en las últimas elecciones regionales y municipales (2022), la población electoral de la provincia de Mariscal Ramón Castilla fue de 49,672 electores hábiles.
| N.º                 | Distritos      | Nº de Electores hábiles |
| ------------------- | -------------- | ----------------------- |
| 1                   | Ramón Castilla | 16,447                  |
| 2                   | Yavari         | 11,589                  |
| 3                   | San Pablo      | 11,529                  |
| 4                   | Pebas          | 10,107                  |
|                     | TOTAL          | 49,672                  |
| Fuente: (ONPE) 2022 |                |                         |

## Capital
La capital de esta provincia es la ciudad de Caballococha.

## Autoridades

### Regionales
- Consejeros regionales
  - 2019-2022[8]

  1. Jesús Jambo Tirado (Frente Popular Agrícola FIA del Perú, Frepap)
  2. José Alberto Trujillo Paira (Restauración Nacional)

### Municipales
- 2023-2026[8]
  1. Ing. Julio César Kahn Noriega, alcalde de la provincia de Mariscal Ramón Castilla (2023-2026).
- 2019-2022[8]
  - Alcalde: Rodolfo Díaz Soto, del Frente Popular Agrícola FIA del Perú (Frepap)
  - Regidores:

  1. Carlos Vega Zanabria (Frente Popular Agrícola FIA del Perú, Frepap)
  2. Eleuterio Eusébio Toledo Ventura (Frente Popular Agrícola FIA del Perú, Frepap)
  3. Hilario Rusmel Arenas Curi (Frente Popular Agrícola FIA del Perú, Frepap)
  4. Víctor Machacuay López (Frente Popular Agrícola FIA del Perú, Frepap)
  5. Walter Witancort Gómez (Frente Popular Agrícola FIA del Perú, Frepap)
  6. Isolina Cruz Ponciano (Frente Popular Agrícola FIA del Perú, Frepap)
  7. Jairo Vásquez Aquituari (Restauración Nacional)
  8. Francisco Hernández Cayetano (Movimiento Esperanza Región Amazónica)
  9. Pablo Dávila Del Castillo (Acción Popular)

## Festividades
Entre las festividades más importantes de Mariscal Ramón Castilla se encuentran:
- Virgen de la Merced
- Fiesta Patronal de San Juan
- Aniversario de Caballococha